# Johanelis Herrera Abreu
Johanelis Herrera Abreu (* 11. August 1995 in Santo Domingo, Dominikanische Republik) ist eine italienische Sprinterin aus der Dominikanischen Republik.

## Sportliche Laufbahn
Erste internationale Erfahrungen sammelte Johanelis Herrera Abreu bei den Junioreneuropameisterschaften 2013 in Rieti. Dort schied sie über 200 Meter mit 24,33 s in der Vorrunde aus und belegte mit der italienischen 4-mal-100-Meter-Staffel in 45,34 s den sechsten Platz. 2014 qualifizierte sie sich für die Juniorenweltmeisterschaften in Eugene, bei denen sie über 100 Meter mit 11,78 s im Vorlauf ausschied und über 200 Meter bis ins Halbfinale gelangte, in dem sie dann mit 23,76 s ausschied. 2015 gewann sie bei den U23-Europameisterschaften im estnischen Tallinn in 44,06 s die Silbermedaille mit der italienischen Stafette und schied über 200 Meter mit 23,80 s in der ersten Runde aus. 2016 wurde gewann sie mit ihrem Klub die Bronzemedaille bei den italienischen Meisterschaften in Rieti und 2015 und 2016 gewannen sie ebenfalls Bronze mit der Staffel bei den Hallenmeisterschaften. 2017 nahm sie erneut an den U23-Europameisterschaften in Bydgoszcz teil und schied dort über 100 Meter mit 11,93 s in der Vorrunde aus, gelangte über 200 Meter ins Halbfinale, in dem sie mit 23,66 s ausschied und belegte mit der italienischen Mannschaft in 44,70 s den fünften Platz. 2018 belegte sie bei den Mittelmeerspielen in Tarragona in 11,72 s den achten Platz im 100-Meter-Lauf und gewann mit der 4-mal-100-Meter-Staffel in 43,63 s die Bronzemedaille hinter den Teams aus Frankreich und Spanien. Anschließend erreichte sie bei den Europameisterschaften in Berlin mit 43,42 s im Finallauf Rang sieben.
Bei den IAAF World Relays 2019 in Yokohama belegte sie mit der 4-mal-100-Meter-Staffel in 44,29 s den fünften Platz und anschließend wurde sie bei den Europaspielen in Minsk in 11,59 s Sechste über 100 Meter. Anfang Oktober gelangte sie bei den Weltmeisterschaften in Doha mit der Staffel bis in das Finale und klassierte sich dort mit 42,98 s auf Rang sieben. Bei den World Athletics Relays 2021 im polnischen Chorzów verhalf sie der 4-mal-100-Meter-Staffel zum Finaleinzug, wo die italienische Mannschaft siegreich war. Im Jahr darauf siegte sie dann mit der Staffel in 43,68 s bei den Mittelmeerspielen in Oran.
2018 wurde Herrera Abreu italienische Meisterin im 100-Meter-Lauf sowie 2019 in der 4-mal-100-Meter-Staffel. Zudem wurde sie 2019 Hallenmeisterin im 60-Meter-Lauf.

## Bestleistungen
- 100 Meter: 11,51 s (0,0 m/s), 15. Juni 2019 in Florenz
  - 60 Meter (Halle): 7,32 s, 18. Februar 2018 in Ancona
- 200 Meter: 23,66 s (+0,7 m/s), 15. Juli 2017 in Bydgoszcz
  - 200 Meter (Halle): 24,23 s, 31. Januar 2015 in Padua